# Метагра (рольові ігри)
Метагра — використання гравцем інформації з реального світу щодо гри для ігрових рішень свого персонажа, хоч цей персонаж не володіє такою інформацією. Прикладом метагри може бути знання елементів сюжету гри, як-от подій, а також специфік ігрової механіки, абстрактної статистики чи точних обмежень ігрових здібностей. Метагра є прикладом виходу з персонажа, оскільки персонаж ухвалює рішення на основі інформації, якою не володіє, а отже нереалістично.
Метагру вважають неспортивною поведінкою або махлюванням в змагальних умовах.